# Querida (canción)
Querida es una canción mexicana de balada romántica escrita e interpretada por el cantautor mexicano Juan Gabriel y producida por Chuck Anderson, que fue lanzada en 1984 como el primer sencillo de su vigésimo álbum de estudio titulado Recuerdos II. Esta canción se convirtió en la última canción original grabada por Juan Gabriel, hasta 1994, debido a una disputa de derechos de autor con BMG sobre su repertorio.

## Antecedentes
«Querida» permaneció por más de 18 meses dentro de los primeros lugares de popularidad, hito que ningún cantante ha podido igualar en el territorio mexicano. Hasta la fecha, el álbum es el más vendido en México y uno de los álbumes en español más vendidos de la historia. La canción se convirtió en un éxito en México, donde permaneció siete meses dentro del Top 10, lo que llevó al álbum principal a vender seis millones de copias en Latinoamérica y a recibir una certificación de platino en los Estados Unidos por ventas de 250,000 unidades.
La canción estuvo incluida en la lista de las 100 grandiosas canciones de los años 1980 en español, hecho por VH1 Latinoamérica en 2007, en la posición #5.

## Versiones
Juan Gabriel ha regrabado la canción dos veces, la primera para su álbum recopilatorio, Por Los Siglos (2001), y a dúo con el también cantautor colombiano Juanes en su álbum de estudio número 28, Los Dúo (2014).
En 1991, la popularizó el cantante puertorriqueño Chayanne para su álbum tributo Influencias. Ese mismo año, el grupo de rock Maldita Vecindad también hizo su propia versión para su álbum El Circo. En 1992, Pandora hizo también un popurrí con las canciones del artista en el año donde incluía esta canción.

## Lista de canciones
- Maxi - Sencillo de vinilo[12]

1. "Querida" - 5:25
2. "El Noa Noa II" - 5:07